# Cmentarz żydowski w Buczaczu
Cmentarz żydowski w Buczaczu – najstarsza zabytkowa nekropolia Buczacza, położona we wschodniej części miasta (wcześniej poza murami miejskimi) na malowniczym zboczu Góry Targowicy. Obecnie nieczynna.

## Historia
Dokładny czas powstania nie jest znany, uważa się, że powstał w XVI wieku. Znajduje się w jednej ze starych dzielnic miasta, na zboczu  Góry Targowicy, na prawym brzegu rzeki Strypy, w pobliżu obecnego dworca autobusowego, w centrum handlowym. Zgodnie z tradycją był poza murami miasta. Ostatni znany pochówek odbył się przed rokiem 1940. Zabytki zniszczone, pozostało niewiele nagrobków. Teren cmentarza jest częściowo ogrodzony. W czasach radzieckich część macew cmentarnych została używana jako materiał budowlany. Przez cmentarz z uwagi na znaczny przepływ transportu towarowego po rozpoczęciu działalności rafinerii w Buczaczu od roku 1957 kilka lat później w czasach radzieckich utorowali drogę. 
Najdawniejszy nagrobek pochodzi z 1587.
Na cmentarzu znajdują się grobowiec oraz liczne nagrobki, m.in. ojca laureata Nagrody Nobla Samuela Agnona.
Zimą i wiosną 2017 większa część nekropolii została zwolniona od drzew.